# Harawkowkasjan Jerkatughi

Logo der Südkaukasus-Eisenbahn

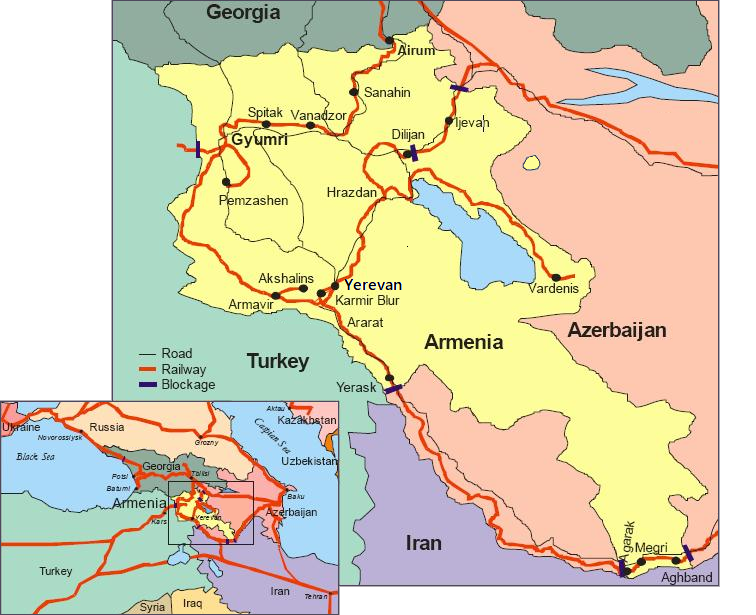
Derzeitiges Streckennetz der armenischen Eisenbahnen. Durch die Schließungen der Grenzen zu den Nachbarländern Türkei und Aserbaidschan sind die Bahnstrecken in diese Länder und nach Iran (über Aserbaidschan) außer Betrieb.

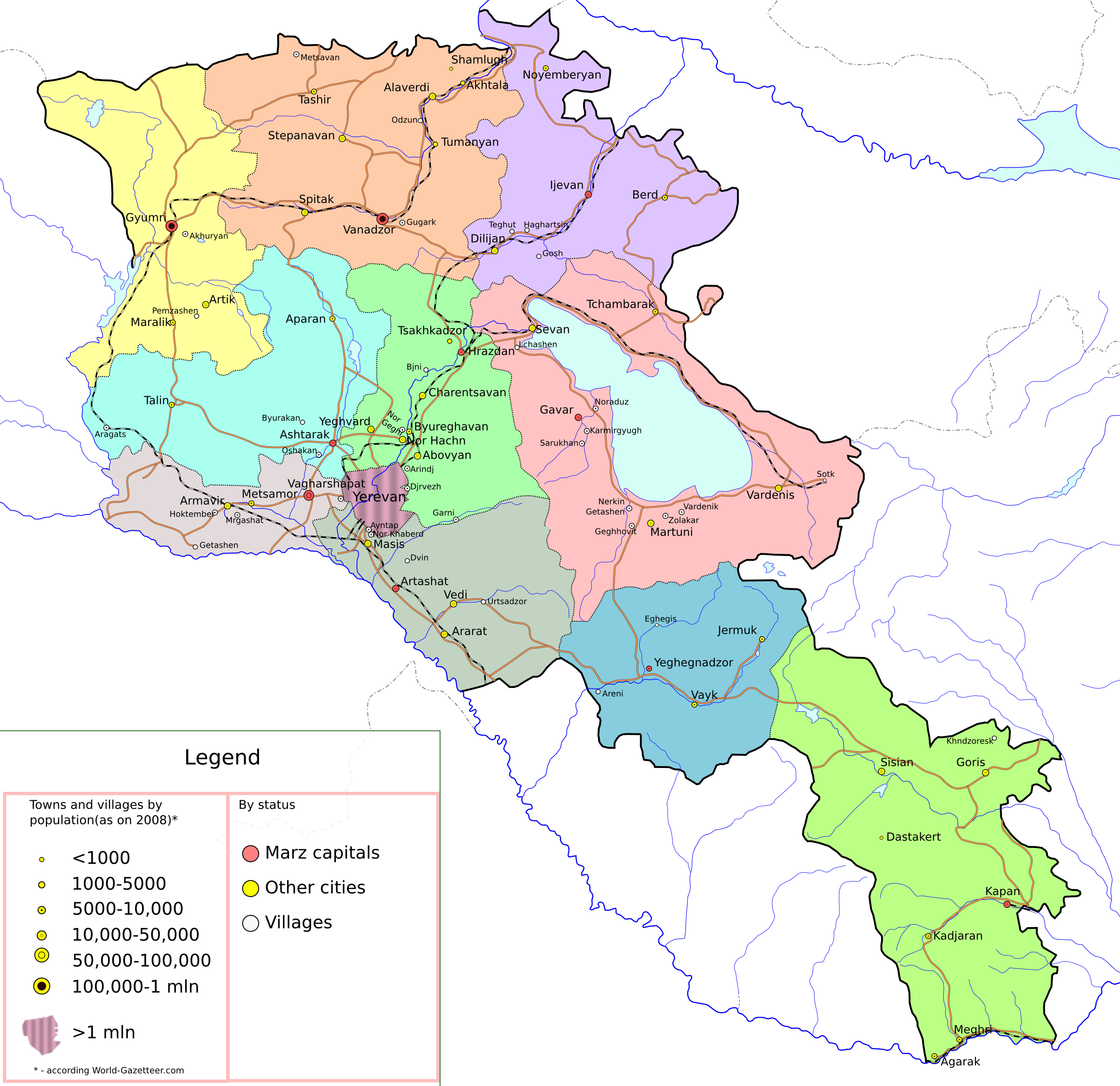
Städte, Bahnstrecken und Hauptstraßen in Armenien.

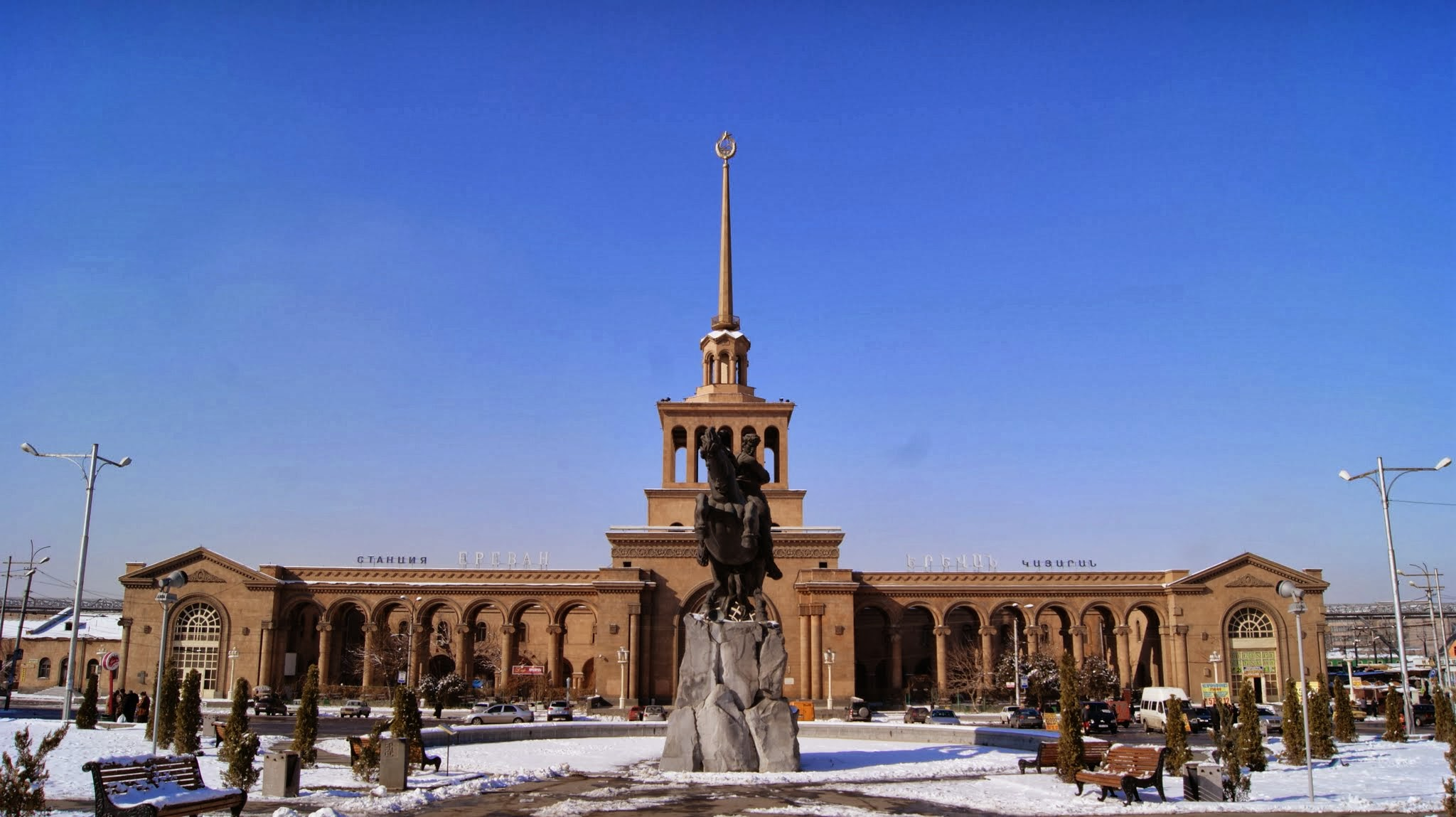
Hauptbahnhof von Jerewan.

Die Südkaukasus-Eisenbahn (armenisch Հարավկովկասյան Երկաթուղի Harawkowkasjan Jerkatughi, russisch Южно-Кавказская железная дорога Juschno-Kawkasskaja schelesnaja doroga, aufgrund der russischen Bezeichnung auch Südkaukasische Eisenbahn) ist die wichtigste Eisenbahngesellschaft in Armenien. Sie ist eine hundertprozentige Tochtergesellschaft der Russischen Eisenbahnen (RŽD), die seit dem 1. Juni 2008 nach dem Gewinn einer Ausschreibung zunächst für 30 Jahre die Eisenbahn in Armenien betreibt. Dabei übernahm die Harawkowkasjan Jerkatughi alle Anlagen, Schienenfahrzeuge und die 4300 Angestellten von der Hajkakan Jerkatughi, die bis dahin den Eisenbahnbetrieb in Armenien durchführte.

## Streckennetz
Das 845 km lange Streckennetz hat 1520-Millimeter-Breitspur, ist durchgängig mit 3000 V Gleichstrom elektrifiziert und überwiegend eingleisig. In Betrieb sind 736 Kilometer und etwa 110 Kilometer sind durch Erdrutsche und Schließungen der Grenzen zu den Nachbarländern Türkei und Aserbaidschan (wegen des Bergkarabachkonflikts) außer Betrieb. Zurzeit besteht nur eine internationale Verbindung nach Georgien, die von Jerewan ausgehend über Gjumri und Wanadsor durch den Kleinen Kaukasus nach Tiflis führt. Eine Bahnverbindung in den Iran besteht nicht. Die armenische Eisenbahngesellschaft plant im Konzessionszeitraum Investitionen in Höhe von 400 Millionen US-Dollar zur Verbesserung der Infrastruktur. Dabei waren auch Streckenerweiterungen zu den georgischen Schwarzmeerhäfen Batumi und Poti vorgesehen. Die armenische Regierung ist jedoch mit dem Management der Eisenbahn unzufrieden, da im Jahr 2008 nur etwa 30 Prozent der zugesagten Investitionen durchgeführt wurden. Mit der iranischen Regierung wurde im April 2009 der Bau einer Bahnstrecke zwischen Armenien und Iran unter Umgehung der aserbaidschanischen Exklave Nachitschewan vereinbart. Von der insgesamt 470 km langen Strecke müssen allein 410 km auf armenischem Territorium durch gebirgiges Gelände im Süden des Landes gebaut werden.

## Fahrzeugbestand
Von der Armenischen Eisenbahn wurden 2000 Güterwagen, 58 Personenwagen, 85 Lokomotiven und 30 Elektro-Triebwagen übernommen. In die Erneuerung des Fahrzeugbestandes sollen in den nächsten Jahren 170 Millionen US-Dollar investiert werden.

## Verkehrszahlen
Im Jahr 1988 erreichte die Armenische Eisenbahn mit der Beförderung von circa 38 Millionen Tonnen Fracht und 4,6 Millionen Fahrgästen einen Spitzenwert. Auf Grund der Zerstörungen durch das Erdbeben im Jahr 1988, der Auflösung der Sowjetunion, der Vernachlässigung der Gleisanlagen und der zunehmenden Motorisierung sanken die jährlichen Beförderungszahlen bis 2000 auf 1,3 Millionen Tonnen Fracht und 0,9 Millionen Fahrgäste. Bis zum Jahr 2004 war im Güterverkehr wieder ein Anstieg auf 2,6 Millionen Tonnen festzustellen, während der Personenverkehr stagnierte. Der neue Konzessionär Harawkowkasjan Jerkatughi erwartet, dass durch die geplanten Investitionen von insgesamt 570 Millionen US-Dollar die jährliche Transportmenge wieder auf 30 Millionen Tonnen gesteigert werden kann.

## Sonstiges
Am armenischen Tag des Eisenbahners (erster Sonntag im August) können die meisten Personenzüge kostenlos genutzt werden.